# Liešno
Liešno (allemand : Liexen, hongrois : Turócerdőd) est un village de Slovaquie situé dans la région de Žilina.

## Histoire
La première mention écrite du village date de 1322.

## Démographie

### Évolution de la population
| Année:               | 1994. | 2004.    | 2014.   | 2024.    |
| -------------------- | ----- | -------- | ------- | -------- |
| Nombre de personnes: | 70    | 57       | 58      | 52       |
| Différence:          |       | -18,57 % | +1,75 % | -10,34 % |

| Année:               | 2023. | 2024.   |
| -------------------- | ----- | ------- |
| Nombre de personnes: | 54    | 52      |
| Différence:          |       | -3,70 % |